# Verica Kalanović
Verica Kalanović, cyr. Верица Калановић (ur. 19 lipca 1954 w Trsteniku) – serbska polityk i inżynier, wykładowczyni akademicka, parlamentarzystka, była wicepremier i minister.

## Życiorys
Ukończyła w 1977 studia na Wydziale Techniczno-Metalurgicznym Uniwersytetu w Belgradzie. W 1980 uzyskała na tej uczelni magisterium. Pracowała w przedsiębiorstwie Prva petoletka w rodzinnej miejscowości, następnie w latach 1993–2003 jako nauczyciel akademicki w wyższej szkole technicznej w tym Trsteniku. W latach 2000–2001 wchodziła w skład komitetu wykonawczego władz miejskich. Zaangażowała się w działalność partii G17 Plus, w latach 2003–2006 kierowała jej grupą poselską w Zgromadzeniu Federalnym. W 2007 powierzono jej funkcję wiceprzewodniczącej tego ugrupowania.
Wybierana do Zgromadzenia Narodowego. W 2007 objęła stanowisko sekretarza stanu w resorcie gospodarki. W lipcu 2008 weszła w skład koalicyjnego rządu Mirka Cvetkovicia jako minister ds. narodowego planu inwestycji. W marcu 2011 zastąpiła Mlađana Dinkicia na urzędzie wicepremiera serbskiego rządu. Po zmianie władzy w lipcu 2012 została powołana funkcję ministra rozwoju regionalnego i administracji samorządowej, którą pełniła do czasu rekonstrukcji gabinetu Ivicy Dačicia we wrześniu 2013. Po dymisji objęła swój mandat poselski w Skupsztinie, który sprawowała do 2014. W tym samym roku została współprzewodniczącą partii Zjednoczone Regiony Serbii.